# 이와키산

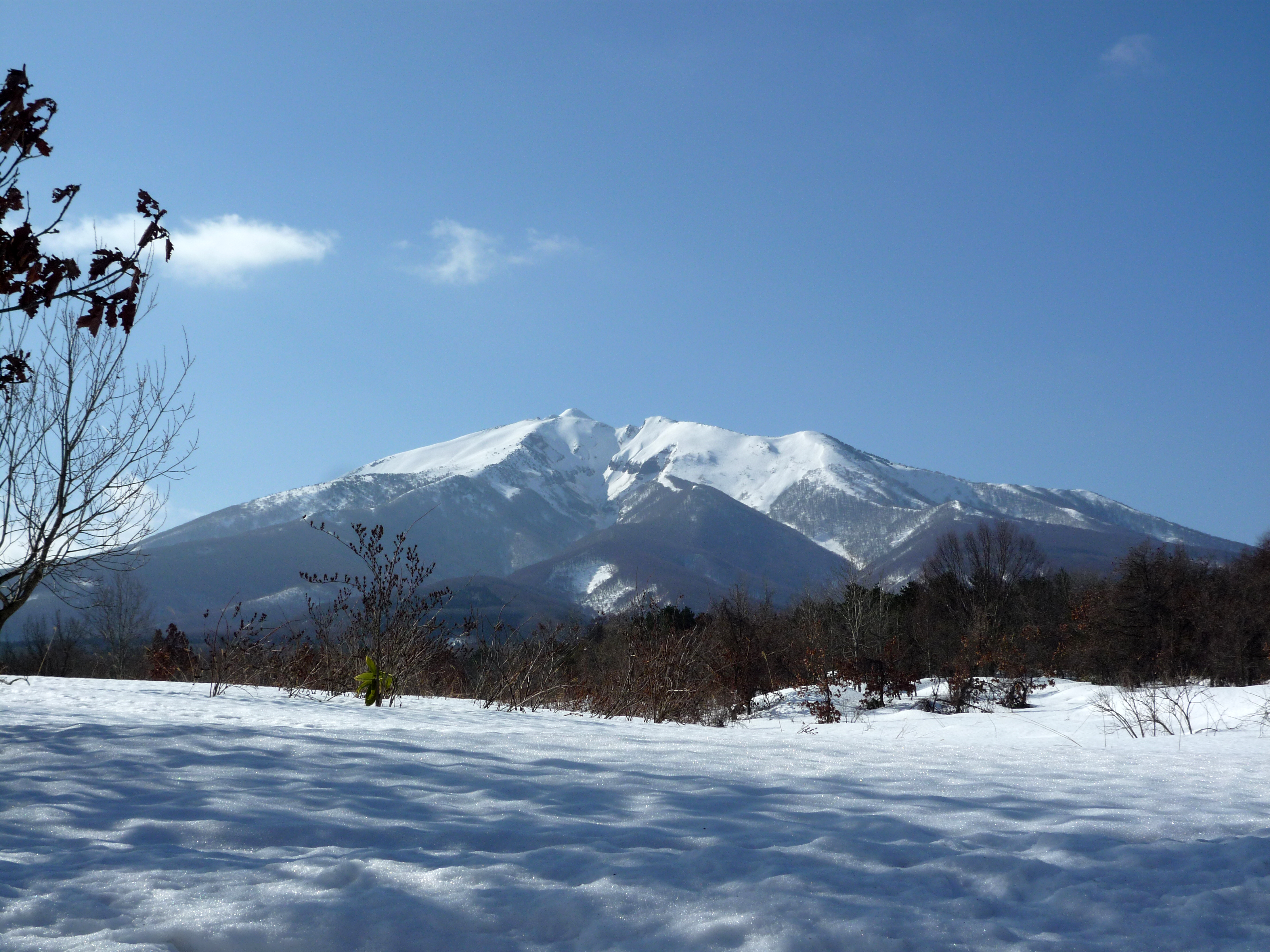
이와키 산

이와키산(일본어: 岩木山 이와키산[*])은 아오모리현 히로사키시 니시쓰가루군 아지가사와정에 위치한 성층 화산이다. 일본의 100대 명산에 선정되었으며, 해발 고도는 1,625m이다.

## 같이 보기
- 시라카미 산지